# Olfaktometria
Olfaktometria (łac. olfactus; dawniej Odorymetria – węch, gr. métro – miara) – rodzaj technik pomiarów, w których węch albo jest obiektem badań, albo pełni funkcję przyrządu pomiarowego, stosowanego w czasie badań zapachu.
- Badania węchu człowieka wchodzą w zakres otolaryngologii (zajmującej się chorobami narządu węchu) oraz neurologii i psychiatrii (zajmujących się chorobami centralnego układu nerwowego). Wspomagają proces diagnostyczny w przypadku chorób związanych z zaburzeniami węchu (np. choroba Parkinsona, stwardnienie rozsiane). W czasie badań są przeprowadzane rozmaite testy psychofizyczne, umożliwiające na przykład określanie indywidualnych węchowych „progów”, czyli najmniejszych wartości stężenia różnych związków chemicznych w powietrzu, przy których pacjent jest w stanie wyczuć zapach (percepcja) lub rozpoznać odebrane wrażenie (dyskryminacja, identyfikacja). Poza testami psychofizycznymi w medycynie są stosowane techniki badań elektrofizjologicznych, polegających na pomiarach potencjałów elektrycznych, powstających na powierzchni nabłonka węchowego w czasie percepcji zapachu albo w obszarach kory mózgowej, które są odpowiedzialne za przetwarzanie odebranych węchowych bodźców (badania elektroolfaktograficzne).
- Badania węchu zwierząt ułatwiają zrozumienie mechanizmów ewolucji oraz powstawania struktur ekosystemów – dawnych i współczesnych. Zwierzętom współczesnym węch dostarcza podstawowych informacji o otoczeniu i decyduje o ich zachowaniach. Wyniki badań reakcji zwierząt na określone rodzaje związków chemicznych (np. substancji semiochemicznych) pozwalają opracowywać zasady ochrony cennych ekosystemów naturalnych lub przekształconych przez człowieka (np. agrocenozy).
- Badania cech zapachu związków chemicznych i ich mieszanin są prowadzone w celu wyjaśnienia problemów percepcji wrażeń węchowych, w tym zależności zapachu od struktury cząsteczek i od stężenia różnych związków w powietrzu (psychofizyka węchu). Największe znaczenie praktyczne ma olfaktometria traktowana jako element sensorycznej analizy żywności i wielu artykułów przemysłowych (towaroznawstwo).
- Techniki olfaktometrii środowiskowej (olfaktometria inżynierska) są podstawowymi instrumentami prawnej ochrony przed odorami (uciążliwymi zapachami).

Podstawowe znaczenie mają pomiary zapachowego stężenia wonnych zanieczyszczeń powietrza (odorantów). W czasie pomiarów określa się, w jakim stopniu trzeba rozcieńczyć próbkę badanego gazu czystym powietrzem, żeby jej zapach przestał być wyczuwalny. Zapach rozcieńczonych próbek oceniają zespoły ludzi, których węch jest systematycznie kontrolowany. Niezbędna jest też kontrola precyzji rozcieńczania próbek. W Europie i części krajów pozaeuropejskich są stosowane techniki rozcieńczeń dynamicznych (olfaktometry dynamiczne). Podobne wyniki pomiarów można otrzymać, stosując technikę rozcieńczeń statycznych polegającą na wprowadzaniu próbek badanego gazu – dokładnie odmierzanych strzykawkami – do znanych ilości czystego powietrza (metoda stosowana w Japonii).
Zespołowo wyznaczony „stopień rozcieńczenia do progu wyczuwalności” jest liczbowo równy wartości stężenia wyrażonego w jednostkach zapachowych. Iloczyn wielkości strumienia emitowanych gazów (m³/s) przez stężenie zapachowe jest nazywany strumieniem zapachowym lub emisją zapachową (liczba jednostek zapachowych emitowanych na sekundę).
Wyniki pomiarów emisji zapachowej z różnego rodzaju obiektów (np. zakładów przemysłowych, ferm hodowlanych, oczyszczalni ścieków) umożliwiają podejmowanie racjonalnych administracyjnych decyzji, m.in. dotyczących wymaganej skuteczności urządzeń do dezodoryzacji gazów emitowanych z zakładów istniejących lub niezbędnej odległości nowych obiektów od istniejących zabudowań mieszkalnych. Podstawą takich decyzji są standardy zapachowej jakości powietrza. Aby określić, czy standardy są lub będą dotrzymane, wykonuje się komputerowe symulacje rozprzestrzeniania się odorantów w otoczeniu źródła.

## Olfaktometria w otolaryngologii i neurofizjologii

### Metody badań
Olfaktometria jest stosowana w procesie diagnostycznym, ponieważ niektóre procesy chorobowe wywołują charakterystyczne zmiany wrażliwości węchowej. W badaniach medycznych stosuje się znane bodźce zapachowe i sprawdza się wrażliwość pacjentów na te bodźce. Współczesne badania węchu i smaku polegają na stosowaniu:
- metod badań psychofizycznych wymagających czynnego udziału pacjenta (subiektywnych)
- obiektywnych pomiarów fizjologicznych reakcji organizmu pacjenta na zapach.

Badania obiektywne polegają, między innymi, na sprawdzaniu, jak prezentacja bodźców węchowych wpływa na:
- oporność elektryczną skóry,
- szerokość źrenicy oka,
- przepływ krwi.

### Testy psychofizyczne
W czasie badań klinicznych najczęściej stosuje się metody psychofizyczne. Stosowane są testy zmierzające do oznaczania progów wyczuwalności (czuję/nie czuję), zdolności do odróżniania zapachów (takie same/różne) i identyfikacji (rozpoznanie rodzaju). Badanie obejmujące wszystkie rodzaje testów jest określane symbolem TDI (Threshold, Discrimination, Identification).
Najbardziej znany psychofizyczny test identyfikacji (I) polega na prezentacji pacjentowi czterdziestu popularnych zapachów. Pacjent zdrapuje z papieru powłokę z mikrokapsułkami zawierającymi odoranty. Jego zadanie polega na powąchaniu próbki i wybraniu odpowiedzi spośród czterech werbalnych określeń rodzaju zapachu, proponowanych w teście (wybór obligatoryjny – tzw. test wymuszonego wyboru). Wynik testu jest porównywany ze standardem opracowanym na podstawie badań 4000 osób. O braku zaburzeń węchu świadczy udzielenie co najmniej 34 poprawnych odpowiedzi.
Inna technika testów T, D i I polega na stosowaniu zestawów Sniffin’Sticks – markerów z wkładami nasączonymi roztworami różnych wonnych związków (różny rodzaj i intensywność zapachu).

### Elektroolfaktografia
W zakres elektroolfaktografii wchodzi rejestrowanie:
- potencjałów błony pojedynczych neuronów (np. rejestrowanie napięć w grzebieniastych czułkach owadów – antenogramów),
- zmian napięcia między elektrodą odniesienia i elektrodą roboczą, dotykającą nabłonka węchowego (potencjały sumowane, pochodzące od wielu sąsiednich komórek węchowych),
- wywołanych przez odoranty potencjałów EEG (ang. Olfactory Event-Related Potentials, OERP).

## Olfaktometria w naukach biologicznych

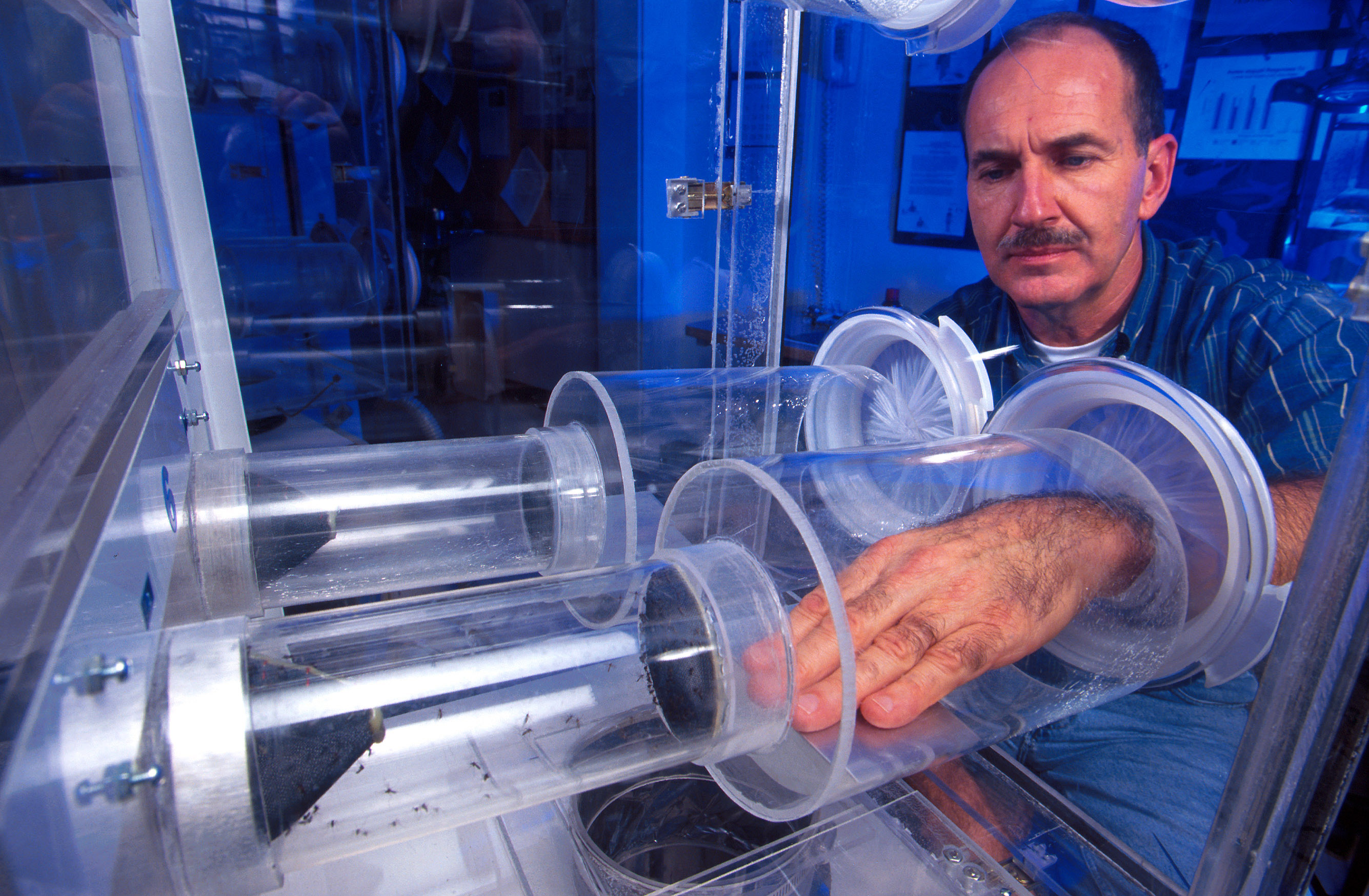
Olfaktometr entomologiczny do badań węchu komarów

Sygnały chemiczne – cząsteczki związków zawartych w powietrzu lub wodzie – są głównym źródłem informacji o otoczeniu dla wielu gatunków tworzących ziemski ekosystem (zob. substancje semiochemiczne). Przedmiotem najbardziej intensywnych badań jest węch owadów, których zachowania są ważne dla człowieka, na przykład pszczół, komarów roznoszących malarię, szarańczy, stonki ziemniaczanej i innych owadów niszczących uprawy.
Badania są wykonywane w terenie (w naturalnych biocenozach) oraz w laboratoriach entomologicznych. Różnorodne urządzenia umożliwiające obserwowanie zachowań owadów poddawanych działaniu bodźców węchowych, w warunkach laboratoryjnych, są nazywane olfaktometrami. Główną częścią najczęściej stosowanych urządzeń jest szklana, przezroczysta rura o kształcie na przykład litery Y, T lub H. Umożliwia to obserwację (wzrokową lub z użyciem kamer) kierunków przemieszczania się owadów w stronę źródła substancji zapachowych lub przeciwną, ewentualnie ich ruchów chaotycznych. Pozwala to wyciągać wnioski dotyczące możliwości zastosowania określonych związków jako przynęt lub substancji odstraszających.
Olfaktometry entomologiczne typu Y (ang. Y-track olfactometer) stosowano podczas badań preferencji węchowych mszyc burakowych, zachowań stonki ziemniaczanej w strumieniu powietrza zawierającym destylaty z liści ziemniaka, bulw ziemniaka, pomidora i innych roślin czy reakcji owadów symulujących śmierć.

## GC-Olfaktometria (GC-O)

### Zasada GC-O
Technika GC-O jest stosowana w czasie badań próbek gazowych lub mieszanin gazów uwalnianych z próbek skondensowanych (np. technika headspace). Rozdzielanie składników analizowanej mieszaniny zachodzi w odpowiedniej kolumnie chromatograficznej. Wypływający z kolumny gaz nośny, zawierający kolejne składniki (eluaty), dzieli się na dwa strumienie. Jeden z nich jest kierowany do detektora chromatografu (np. detektora płomieniowo-jonizacyjnego, FID), drugi (po nawilżeniu) do przystawki olfaktometrycznej.

Zasada chromatografii gazowej z olfaktometryczną detekcją eluatów

Uczestnicy pomiarów odgrywają rolę dodatkowego detektora chromatografu, bardzo czułego i selektywnego. Muszą cechować się powtarzalnością sensorycznych ocen intensywności zapachu. W przypadku równoczesnych ocen jakości (rodzaju) zapachu wymagana jest umiejętność rozpoznawania zapachu zbioru wzorców i poprawnego stosowania ich nazw. Oceny zapachu są rejestrowane w czasie wymywania wszystkich składników próbki. Wynikiem pomiaru jest tzw. olfaktogram, który jest porównywany z klasycznym chromatogramem (zapisem sygnałów detektora GC). Zasady metody, sposoby pomiarów i ich zastosowania opisano w obszernych publikacjach książkowych z lat 2009–2010.

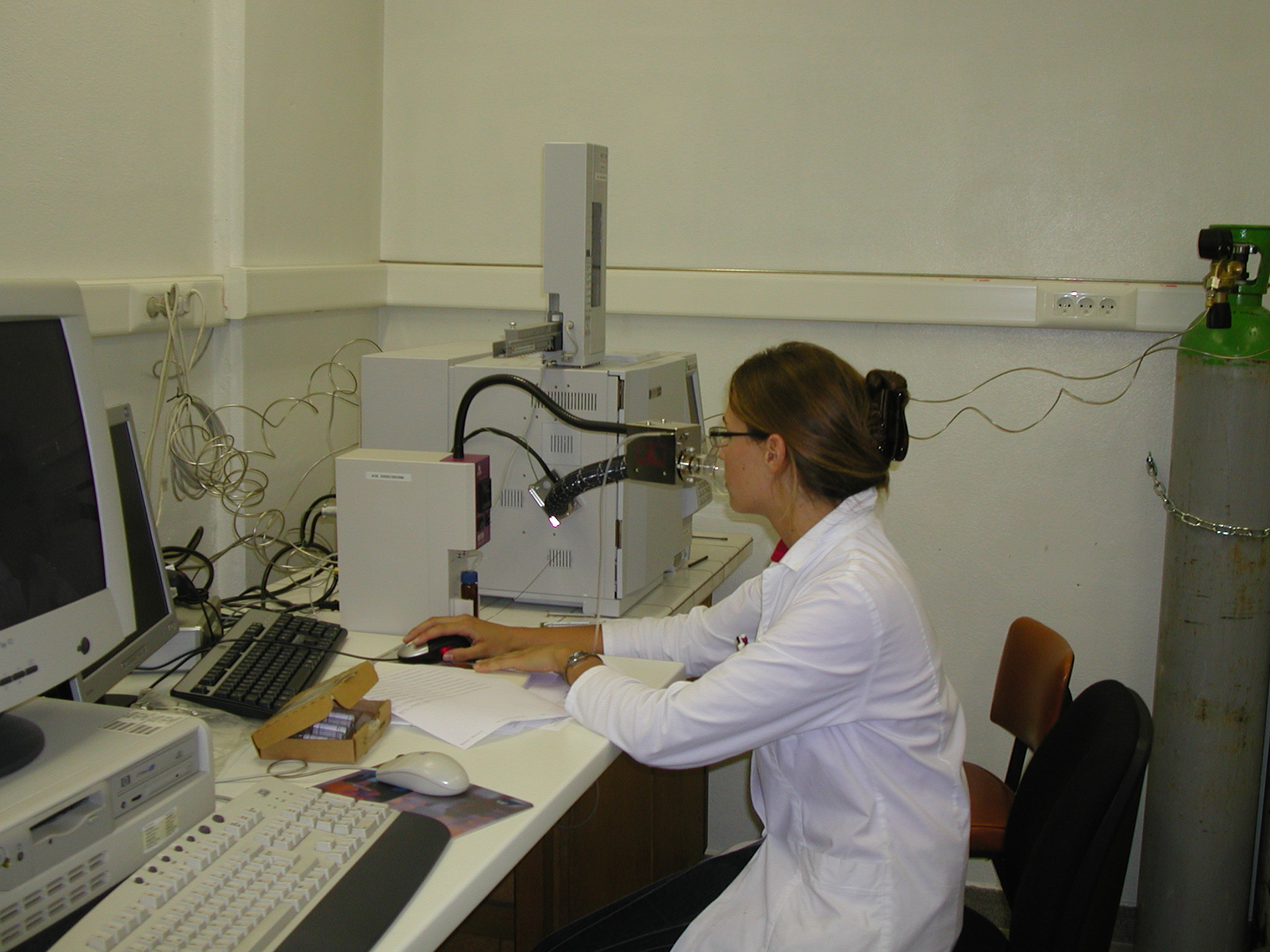
Chromatograf gazowy z przystawką do sensorycznych ocen eluatów

Technika ta jest stosowana do badań interakcji węchowych (opracowywanie modeli psychofizycznych i psychofizjologicznych – zob. psychofizyka węchu), opracowywania kompozycji zapachowych, wykrywania zafałszowań perfum, analizie składu naturalnych olejków zapachowych, poszukiwań odorantów odpowiedzialnych za uciążliwe zapachy w atmosferze, badań jakości artykułów spożywczych, a także w innych celach.

### GC-O a inne techniki badań zapachu
Celem sensorycznej analizy zapachu artykułów codziennego użytku lub zanieczyszczonego powietrza oraz badań wykonywanych z użyciem elektronicznego nosa jest rozpoznanie lub ocena jakości i siły tych zapachów. Analizowane są reakcje licznych czujników o zróżnicowanej charakterystyce (receptory na powierzchni nabłonka węchowego lub „pola sensorów” e-nosa) na wiele równocześnie odbieranych bodźców chemicznych. Miarą podobieństwa zapachu dwóch próbek (np. badanej mieszaniny odorantów i wzorca) jest stopień podobieństwa reakcji pola czujników. Celem GC-Olfaktometrii nie są porównania zapachu różnych mieszanin, lecz badania roli poszczególnych składników w procesie percepcji wrażenia węchowego.

## Olfaktometria w inżynierii środowiska
Oceniając jakość środowiska, przyjmuje się, że wszystkie obce zapachy – przyjemne i nieprzyjemne – mogą być wrażeniami niepożądanymi („odorami”). Przykładem może być przyjemny zapach czekolady lub substancji zapachowych dodawanych do kosmetyków, który może być bardzo niepożądany w otoczeniu fabryki czekolady lub wytwórni kosmetyków. Z tego powodu w inżynierii środowiska odorantami określa się od roku 2003, zgodnie z normą europejską EN 13725 (uznaną w Polsce w roku 2005 i wydaną w wersji polskiej w roku 2007 jako PN-EN 13725), wszystkie zanieczyszczenia zawarte w powietrzu, które pobudzają komórki nerwowe nabłonka węchowego.
Brak pełnej wiedzy o mechanizmach powstawania wrażeń węchowych uniemożliwia przewidywanie rodzaju i intensywności zapachu powietrza na podstawie wyników jakościowej i ilościowej analizy chemicznej. Z tego powodu stężenie odorantów – w strumieniach gazów wprowadzanych do atmosfery lub w powietrzu – nie jest wyrażane w takich jednostkach stężenia zanieczyszczeń, jak ppm lub µg/m³. Jest stosowana specyficzna „jednostka zapachowa” (odour unit, ou), zdefiniowana z wykorzystaniem pojęcia „próg węchowej wyczuwalności” (prawdopodobieństwo wyczucia zapachu zanieczyszczeń P = 0,5; 50%). W ramach normalizacji procedur pomiarów olfaktometrycznych (EN 13725:2003) ustalono metodykę określania tego prawdopodobieństwa. Sprecyzowano wymagania stawiane osobom oceniającym zapach (procedura selekcji), minimalną liczebność zespołów oceniających, liczbę niezbędnych powtórzeń i inne warunki badań progu wyczuwalności zapachu (wartości indywidualnych i zespołowych). Stwierdzenie, w sposób i w warunkach opisanych w normie, że P = 0,5 oznacza, że w jednym metrze sześciennym znajduje się jedna europejska jednostka zapachowa (European Odour Unit, ouE). Prawdopodobieństwo wyczucia zapachu powietrza z dowolnymi zanieczyszczeniami jest wtedy takie samo, jak prawdopodobieństwo wyczucia zapachu powietrza zawierającego 123 µg n-butanolu (odorant odniesienia).
| European Reference Odour Mass EROM | Zespołowy próg wyczuwalności n-butanolu (threshold, th) | Zespołowy próg wyczuwalności nieznanych odorantów (threshold, th) |
| ---------------------------------- | ------------------------------------------------------- | ----------------------------------------------------------------- |
| 123 µg n-butanolu                  | cod,th = 1 ouE/m³ = 123 µg n-butanolu/m³                | cod,th = 1 ouE/m³ (stężenie c [µg/m³] – nieznane)                 |

Stężenie zapachowe (ang. odour concentration, cod) jest liczbowo równe wartości takiego stopnia rozcieńczenia (Z) badanej próbki czystym powietrzem, po którym jest osiągany próg wyczuwalności zapachu (rozcieńczenie Z50%). Stężenie zapachowe jest większe od progu wyczuwalności Z50% razy.
Za bezpośrednią miarę uciążliwości, którą odczuwają mieszkańcy otoczenia istniejących źródeł odorantów, uznaje się liczbę skarg, kierowanych do różnych instytucji odpowiedzialnych za ochronę powietrza i zdrowia. Gromadzenie i analizowanie takich skarg umożliwia oceny skuteczności działań, podejmowanych na szczeblu regionalnym lub państwowym (np. ocena skutków wprowadzenia regulacji prawnych w Japonii, Holandii i innych krajach). W Polsce analizę skarg wpływających do Wojewódzkich Inspektoratów Ochrony Środowiska, Stacji San-Epid i Wydziałów Ochrony Środowiska Urzędów Wojewódzkich przeprowadzono w Instytucie Ochrony Środowiska w Warszawie w pierwszej połowie lat 90., w ramach przygotowań do wydania aktów prawnych dot. ochrony zapachowej jakości powietrza.
W sytuacjach, gdy decyzje administracyjne dotyczą zakładów nieistniejących – dopiero planowanych – sporządzane są prognozy przyszłej uciążliwości. W czasie opracowywania tych prognoz korzysta się z informacji o strumieniu zapachowym z instalacji projektowanej, warunkach wyrzutu zanieczyszczonych gazów oraz danych meteorologicznych i topograficznych. Stosowane jest modelowanie dyspersji odorantów.
Wynikiem obliczeń jest przewidywana częstość występowania – w danym punkcie otoczenia planowanego obiektu – stężeń równych progowi wyczuwalności lub większych (np. półtora, trzy, sześć razy). Wyniki badań terenowych, wykonywanych w otoczeniu podobnych obiektów już istniejących, pozwalają określić, jaka będzie hedoniczna jakość zapachu emitowanych gazów i jaką częstość występowania tego zapachu mieszkańcy otoczenia będą uznawali za akceptowalną.
| Hedoniczna jakość zapachu (potencjalna uciążliwość) | Źródła odorantów                                                                 | Percentyl 98 | Zaleca się, żeby zapachowe stężenie zanieczyszczeń powietrza nie było większe: |
| zapach przyjemny lub neutralny (mała)               | Piekarnie, wytwórnie czekolady, browary...                                       | 6 ouE/m³     | – od 6 ouE/m³ częściej niż przez 2% godzin roku                                |
| zapach nieprzyjemny (średnia)                       | Chów i hodowla zwierząt, cukrownie…                                              | 3 ouE/m³     | – od 3 ouE/m³ częściej niż przez 2% godzin roku                                |
| zapach wyjątkowo nieprzyjemny (duża)                | Oczyszczalnie ścieków, przetwórnie odpadów mięsno-kostnych i rybnych, rafinerie… | 1,5 ouE/m³   | – od 1,5 ouE/m³ częściej niż przez 2% godzin roku                              |

Podejmowanie racjonalnych decyzji administracyjnych, dotyczących lokalizacji nowych obiektów lub nadmiernie uciążliwych zakładów istniejących, wymaga stosowania wielu różnych metod „olfaktometrii środowiskowej” (ilościowych i jakościowych, eksperckich i konsumenckich).

### Metody badań olfaktometrycznych
Klasyfikacja metod „olfaktometrii środowiskowej/technicznej” obejmuje:
- Wyznaczanie zapachowego stężenia zanieczyszczeń w próbkach badanych gazów (eksperckie)
  - Metoda olfaktometrii dynamicznej (PN-EN 13725)[24][33][34]
  - Metody olfaktometrii statycznej (np. testy trójkątowe stosowane w Japonii)[29][35][36]
  - Metoda ekstrapolacyjna (psychofizyczna, zastosowanie prawa Webera-Fechnera)[37]
- Metody olfaktometrii terenowej (eksperckie pomiary stężenia odorantów w powietrzu atmosferycznym)
  - Terenowy olfaktometr Nasal Ranger[38][39]
  - Metody psychofizyczne (oznaczenia stężenia zapachowego na podstawie wyników ocen intensywności zapachu, z wykorzystaniem prawa Webera-Fechnera)[40]
- Badania opinii ludności (oceny konsumenckie)[41]:
  - Badania ankietowe
  - Analiza zbiorów spontanicznych skarg ludności określonego obszaru.

Podstawowe znaczenie mają pomiary stężenia zapachowego, wykonywane zgodnie z PN-EN 13725 z użyciem olfaktometrów dynamicznych.

### Pobieranie próbek
Próbki gazów do analizy olfaktometrycznej pobiera się do worków z folii, o pojemności od kilku do kilkudziesięciu litrów – zależnie od stopnia zanieczyszczenia odorantami. Stosowana jest folia PTFE, PET, Tedlar itp. – bezwonna, nieprzepuszczalna dla odorantów i w niewielkim stopniu adsorbująca zanieczyszczenia powietrza. Aby zminimalizować zmiany składu wskutek adsorpcji przez folię w czasie transportu próbki do laboratorium, stosuje się kondycjonowanie worków. Procedura kondycjonowania polega na kilkakrotnym przepłukiwaniu/nasycaniu powierzchni badanym gazem, przed pobraniem próbki właściwej.
Worki mogą być napełniane próbką:
- z użyciem sprzętu do wstępnego rozcieńczania pobieranego gazu azotem lub powietrzem,
- zgodnie z „zasadą płuca”,
- metodą bezpośredniego pompowania gazu do worka, z użyciem pompek wykonanych z materiałów bezwonnych i nieadsorbujących odorantów.

#### Pobieranie próbek z równoczesnym wstępnym rozcieńczaniem dynamicznym
Próbki gazów bardzo zanieczyszczonych lub gorących i wilgotnych pobiera się z użyciem sond, które umożliwiają wstępne rozcieńczenie badanego gazu azotem lub czystym powietrzem. Rozcieńczanie zapobiega wykraplaniu się par w pojemnikach, zmniejsza szybkość reakcji chemicznych między składnikami fazy gazowej oraz wpływ adsorpcji na ściankach worków na skład próbki.
Popularne są urządzenia wyposażone w strumienice. Azot, doprowadzany do takich sond, jest przyspieszany w dyszy, co powoduje spadek ciśnienia i zassanie badanego gazu (zobacz – prawo Bernoulliego, zwężka Venturiego, palnik Bunsena, siła nośna, ...). Do pojemnika na próbkę jest wprowadzany strumień badanego gazu, wielokrotnie rozcieńczony azotem. Stopień wstępnego rozcieńczenia musi być dokładnie znany (wymagania dot. sprawności urządzeń precyzuje norma PN-EN 13725).

#### Pobieranie próbek z wykorzystaniem „zasady płuca”
Powietrza lub przemysłowe gazy odlotowe można pobierać do worków w sposób analogiczny do wdechu powietrza do płuc. Elastyczne pojemniki na próbkę (analogia do pęcherzyków płucnych) umieszcza się w sztywnym pojemnikach o różnym kształcie, odgrywających rolę klatki piersiowej (cylindry, prostopadłościenne walizeczki, beczki...). Worek na próbkę jest łączony wężem z sondą, umieszczoną w przestrzeni z badanym gazem (np. w centrum strumienia gazów kominowych). Zmniejszając ciśnienie w pojemniku na zewnątrz worka, powodujemy przepływ badanego gazu do jego wnętrza.
Wewnętrzne powierzchnie sondy, worka i przewodów łączących powinny być kondycjonowane przed pobraniem próbki właściwej, co przeciwdziała zmianom składu gazu w czasie transportu próbki do laboratorium. Niekorzystnym procesom adsorpcji na ściankach, reakcjom chemicznym w fazie gazowej itp. zapobiega się również, stosując wstępne rozcieńczanie próbek w czasie ich pobierania. Polega to np. na zasysaniu badanego gazu do worka, który już zawiera znaną ilość powietrza lub azotu. Stopień rozcieńczenia oblicza się jako stosunek objętości gazu po pobraniu próbki do przyrostu objętości w czasie jej pobierania. Zgodnie z PN-EN 13725 wstępne rozcieńczenia statyczne nie powinny być większe niż trzykrotne. Ograniczenie jest związane z brakiem możliwości dokładnego określenia małych przyrostów objętości.
Standardowy sprzęt do pobierania próbek „metodą płuca” bywa dostosowany do potrzeb wstępnego rozcieńczania dynamicznego. Istotę modyfikacji przedstawiono na zdjęciu, przedstawiającym Sampling System E (Stroehlein 1993). Dzięki zastosowaniu dodatkowego zaworu trójdrożnego równocześnie ze strumieniem badanego gazu (z sondy) do umieszczonego w cylindrze worka można zasysać gaz rozcieńczający – azot lub czyste powietrze.

#### Pobieranie próbek ze źródeł powierzchniowych

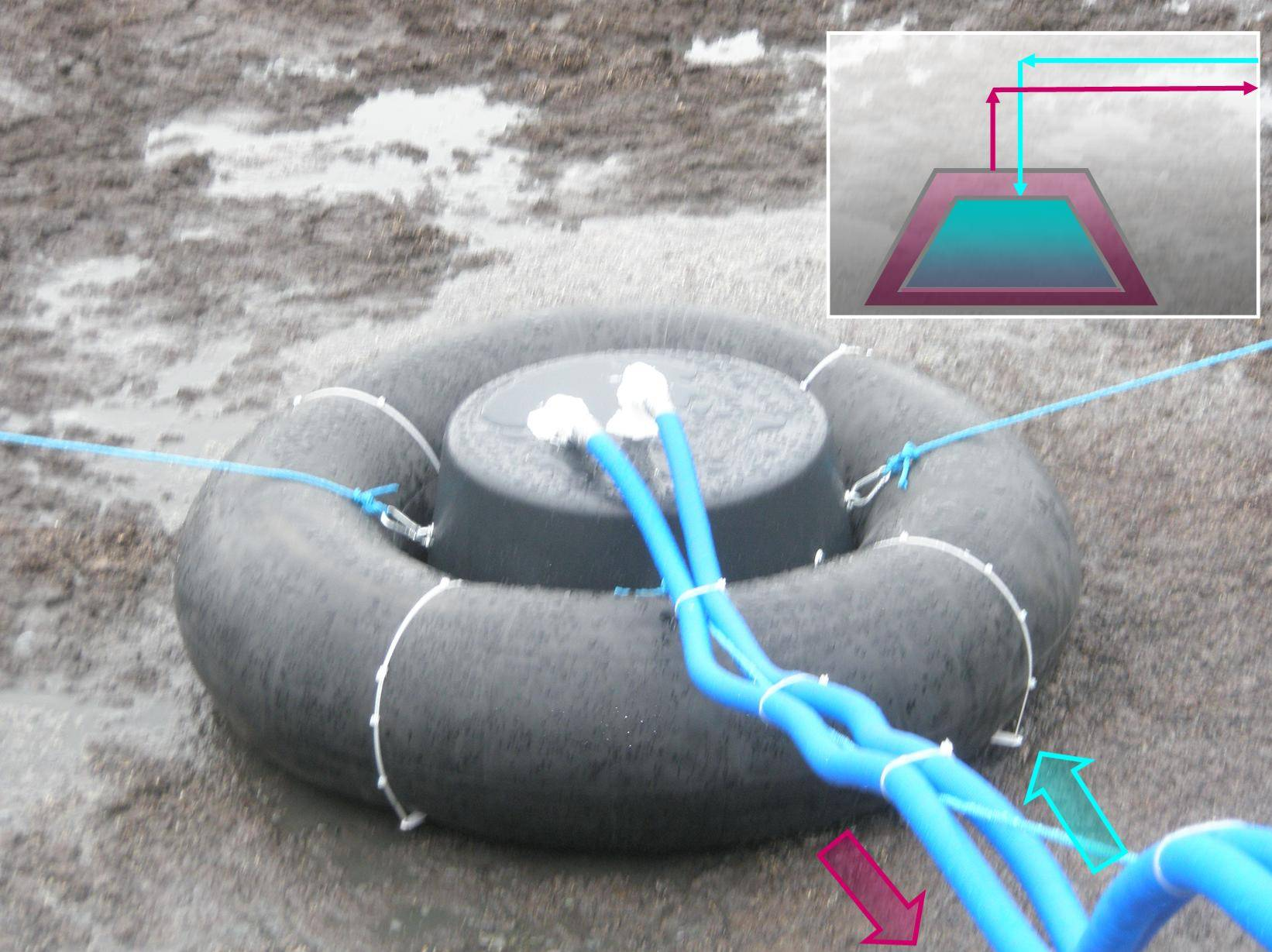
Osłona fragmentu źródła powierzchniowego (ZUT-Szczecin)

Norma PN-EN 13725 nie obejmuje problemu pobierania próbek ze źródeł powierzchniowych. W informacyjnym załączniku do normy określono jedynie ogólne zalecenia, odnoszące się do stosowania osłon badanych powierzchni. Zaleca się zmianę całości lub części źródła emisji niezorganizowanej w źródło zorganizowane w celu pobrania próbek.
Pod osłonę fragmentu powierzchni składowiska odpadów lub osadnika ścieków wprowadza się strumień czystego powietrza. Przed pobraniem próbki powietrza wypływającego spod osłony doprowadza się do równowagi między powierzchnią i strumieniem gazu. Przyjmuje się, że próbki można pobierać po kilkukrotnej wymianie powietrza pod osłoną. Ilość odorantów, zawarta w próbce powietrza wylotowego (wyrażana w europejskich jednostkach zapachowych, ouE), jest równa ilości uwolnionej z osłoniętego fragmentu powierzchni w czasie pobierania próbki.
Zalecane jest pobieranie wielu próbek, po umieszczeniu osłony w różnych punktach ocenianego źródła powierzchniowego.

### Olfaktometria dynamiczna (PN-EN 13725)

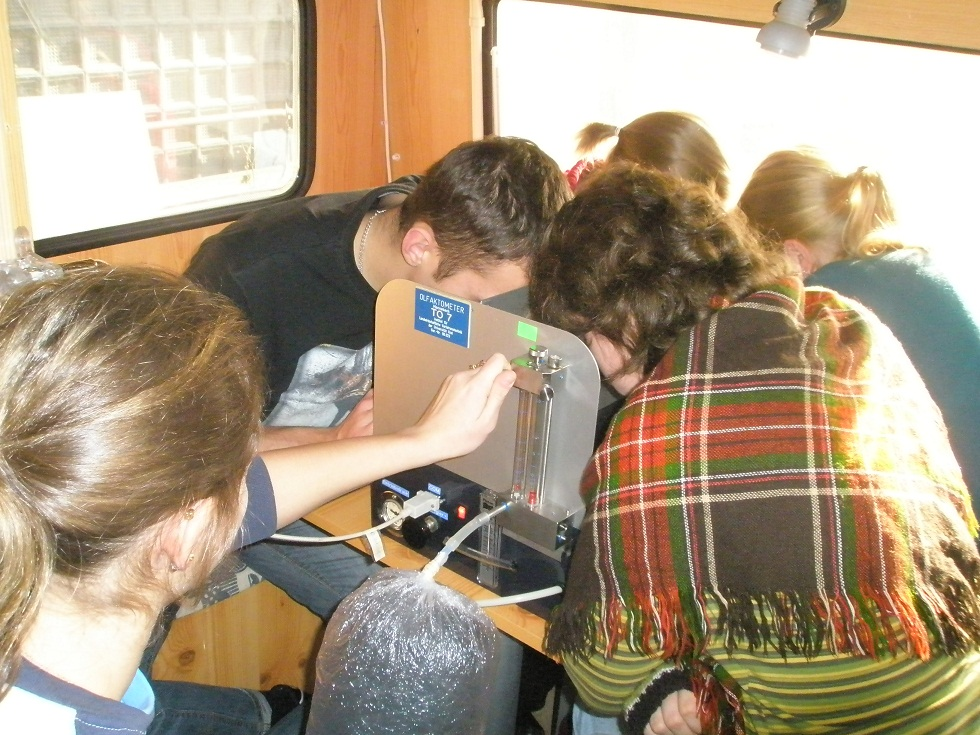
Olfaktometry dynamiczne są instalowane w laboratoriach stacjonarnych lub mobilnych (na zdjęciu – studenci ZUT-Szczecin w laboratorium mobilnym)

Decyzję o podjęciu prac, które umożliwią normalizację procedury pomiarów olfaktometrycznych na poziomie europejskim, podjęto w roku 1991. Po wieloletnich badaniach, wykonywanych w kilkunastu specjalistycznych laboratoriach i koordynowanych przez CEN TC264 WG2, międzynarodowych konsultacjach i międzylaboratoryjnych testach porównawczych Europejski Komitet Normalizacyjny ustanowił normę EN 13725:2003. W Polsce norma została ustanowiona przez Polski Komitet Normalizacyjny w roku 2005, początkowo metodą uznania (U) za PN wersji angielskiej. W roku 2007 norma PN-EN 13725:2005 (U) została zastąpiona przez polskojęzyczną PN-EN 13725:2007.
Wynikiem pomiaru jest stężenie zapachowe, liczbowo równe wartości stopnia rozcieńczenia (z uwzględnieniem rozcieńczenia wstępnego), po którym jest osiągany zespołowy próg wyczuwalności zapachu. W normie określono wymagania stawiane urządzeniom do rozcieńczania strumienia badanego gazu strumieniem czystego powietrza (olfaktometrom i urządzeniom do wstępnego rozcieńczania w czasie pobierania próbek) oraz osobom oceniającym zapach (zespół). Opisano przebieg pomiarów i sposób opracowania wyników.
Sprawność laboratorium olfaktometrycznego (jakość sprzętu, sensoryczna sprawność zespołu i poprawność procedur) jest oceniana w czasie wewnątrz- i międzylaboratoryjnych badań biegłości. Określa się powtarzalność wewnątrzlaboratoryjną i dokładność pomiarów (w odniesieniu do europejskiego odoranta odniesienia – n-butanolu) oraz zgodność wyników oznaczeń stężenia różnych odorantów z wartością oczekiwaną, za jaką uznano średnią z wyników uzyskiwanych w ramach „testu okrężnego” (ring-testu) w różnych laboratoriach, ubiegających się o certyfikat.

#### Olfaktometr

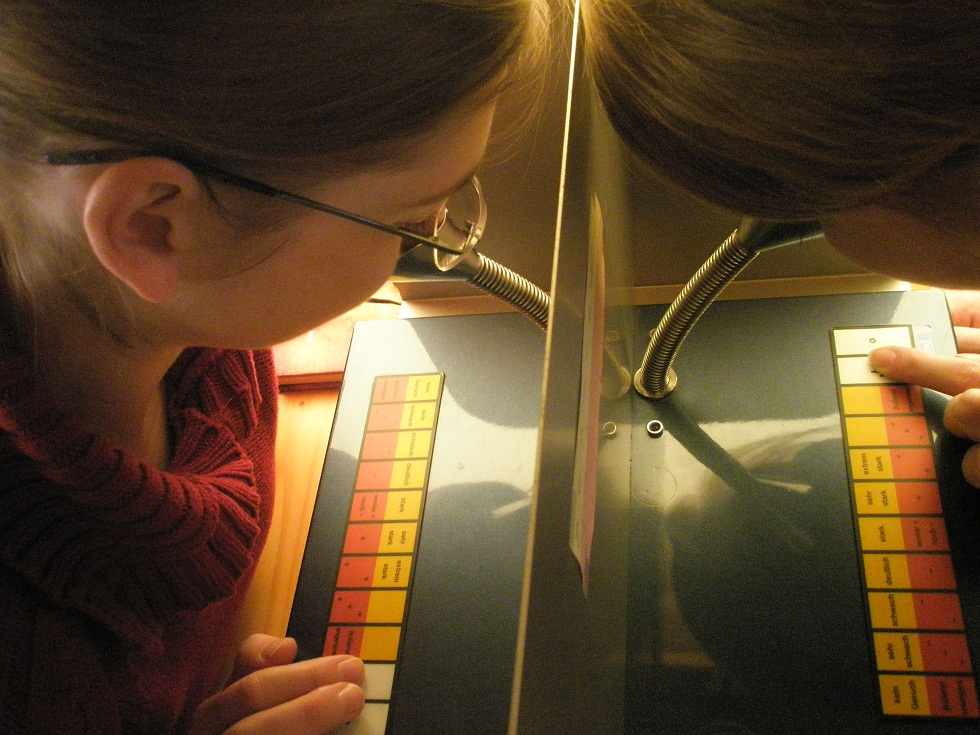
Stanowiska oceniających przy olfaktometrach serii TO są wyposażone w przycisk TAK/NIE i przyciski umożliwiające skalowanie intensywności zapachu i jakości hedonicznej

Olfaktometr dynamiczny to urządzenie stosowane do mieszania strumienia badanego gazu strumieniem bezwonnego powietrza, umożliwiające otrzymywanie serii rozcieńczeń i ich prezentowanie osobom oceniającym. Wymagana jest wysoka precyzja rozcieńczeń. Typowy jest zakres pomiarowy od 10 ouE/m³ do 107 ouE/m³ (z uwzględnieniem wstępnego rozcieńczenia). Ustalono, że strumień prezentowany oceniającym nie może być mniejszy niż 20 dm³/min, co zapobiega wdychaniu przez oceniających powietrza spoza strugi. Określono takie liniowe prędkości wypływu, aby percepcji zapachu nie zakłócały wrażenia z receptorów temperatury (uczucie chłodu).
W olfaktometrach wytwarzane są „serie rozcieńczeń” badanego gazu. Seria jest tworzona przez rozcieńczanie próbki w różnym stopniu (Z), przy czym wartości Z stanowią szereg geometryczny, np. 1280, 640, 320, 160, 80... (szereg o kroku 2). Stosowanie szeregów geometrycznych wiąże się z logarytmicznym charakterem zależności intensywności zapachu od stężenia odorantów (prawo Webera-Fechnera). Różnice między intensywnościami zapachu kolejnych próbek serii, w której stężenia tworzą szereg geometryczny, są takie same (skala liniowa).
Próbki serii rozcieńczeń mogą być prezentowane uczestnikom ocen w różnej kolejności, np. losowo lub „sekwencyjnie w górę”, czyli kolejno, rozpoczynając od najbardziej rozcieńczonych. Zgodnie z normą w każdej serii muszą się znajdować „ślepe próby” (prezentacja powietrza odniesienia zamiast próbki, co najmniej 20% wszystkich prezentacji w serii).
Różne typy olfaktometrów umożliwiają wykonywanie jednego lub kilku różnych testów sensorycznych. Olfaktometr TO7 (Ecoma 1997) umożliwia wykonywanie testów „tak/nie”. Oceniający porównują zapach próbki z zapachem powietrza odniesienia, sygnalizując „tak”, gdy czują różnicę.
Nowsze olfaktometry dynamiczne umożliwiają – dodatkowo – wykonywanie różnych testów różnicowych (kilka wylotów gazu przy jednym stanowisku). Zadaniem oceniających może być wskazanie wylotu, z którego – w danej chwili – wypływa strumień z odorantami, np.:
- jednego z dwóch prezentowanych („test parzysty”),
- jednego z trzech prezentowanych („test trójkątowy”),
- dwóch z pięciu prezentowanych (test „dwa z pięciu”).

Na rynku są dostępne olfaktometry jednostanowiskowe i kilkustanowiskowe – umożliwiające równoczesną prezentację serii rozcieńczeń dwóm, czterem, sześciu lub ośmiu osobom. Różnice konstrukcyjne dotyczą również zakresu pomiarowego, możliwości automatycznej kalibracji itp.

#### Zespół

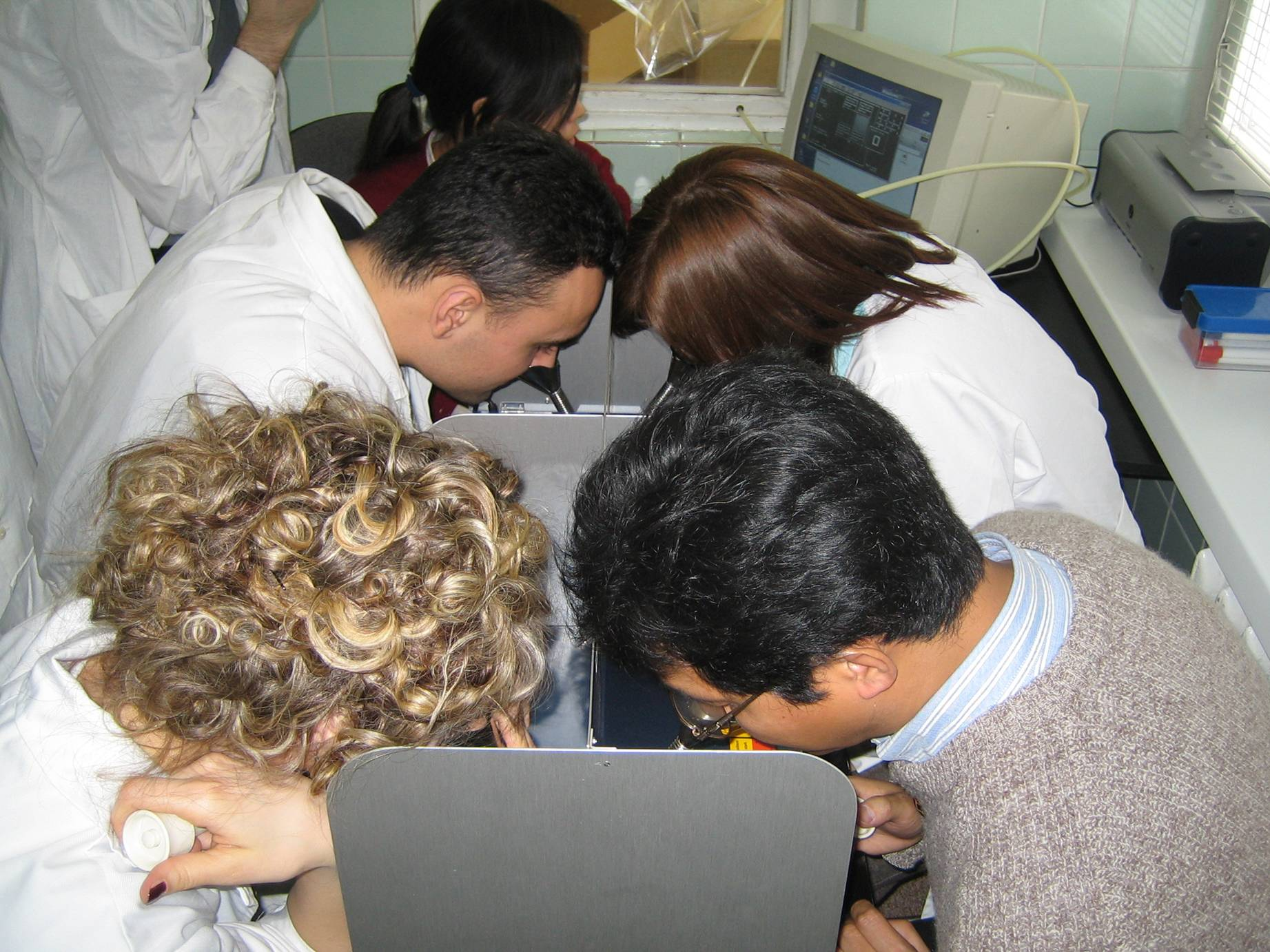
Selekcja do zespołów jest dokonywana na podstawie wyników co najmniej 10. oznaczeń indywidualnych progów wyczuwalności zapachu n-butanolu

Zgodnie z PN-EN 13725:2007 stężenie zapachowe jest równe jednej europejskiej jednostce zapachowej (codth = 1 ouE/m³, próg wyczuwalności), jeżeli prawdopodobieństwo, że zapach wyczują członkowie zespołu, wynosi 0,5. Zespół to co najmniej 4-osobowa grupa ludzi o podobnym węchu. Do zespołów są przyjmowani oceniający, którzy spełniają kryteria selekcji.
Selekcję oceniających przeprowadza się na podstawie sprawności węchu (testy psychofizyczne). Po wstępnym przeszkoleniu (co najmniej jeden próbny pomiar przy olfaktometrze) gromadzi się 10–20 oszacowań wartości indywidualnego progu wyczuwalności zapachu n-butanolu (ITEn-butanol' Individual Threshold Estimate). Badania progu muszą być wykonywane podczas co najmniej trzech sesji pomiarowych, w różnych dniach, z co najmniej jednodniową przerwą między sesjami.
Oceniający może zostać członkiem zespołu, jeżeli zgromadzony zbiór wartości ITEn-butanol (wyrażonych w jednostkach stężenia masowego) spełnia następujące kryteria:
1. antylogarytm z odchylenia standardowego sITE, obliczonego z log ITE, jest mniejszy niż 2,3 (ITE [jednostki stęż. mas.]),
2. średnia geometryczna wartości ITEn-butanol mieści się między 0,5-krotną a 2-krotną wartością odniesienia:

European Reference Odour Mass, EROM/m³ = 123 µg/m³;
zakres dla średniej z wyników pomiarów ITE: 62 µg/m³ do 246 µg/m³, czyli od 0,020 µmol/mol do 0,080 µmol/mol (20–80 ppb).
Węch członków zespołu danego laboratorium jest badany systematycznie, a wyniki pomiarów są archiwizowane. W olfaktometrycznych badaniach próbek środowiskowych lub przemysłowych mogą uczestniczyć tylko te osoby, które uzyskały – w czasie ostatnich 10–20 pomiarów ITEn-butanol – zbiór wartości zgodny z kryteriami selekcji.

#### Pomiar stężenia zapachowego
Jeden pomiar stężenia zapachowego składa się z co najmniej dwóch cykli (poza cyklem próbnym). W czasie każdego cyklu seria rozcieńczeń badanej próbki jest prezentowana co najmniej czterem członkom zespołu. Raport z pomiaru zawiera zestawienie informacji o tym, w jakich sytuacjach członkowie zespołu sygnalizowali „Czuję” (Ztak). Przykład zamieszczony w tabelkach dotyczy prezentacji serii rozcieńczeń (Z = 1280, 640, 320...) czterem członkom zespołu (P1, P2, P3, P4) w czasie czterech cykli.
| Rozcieńczenie Z | P1  | P2  | P3  | P4  |
| 1280            | nie | nie | nie | nie |
| 640             | nie | nie | nie | nie |
| 320             | tak | tak | nie | nie |
| ZERO            | nie | nie | nie | nie |
| 160             | tak | tak | tak | nie |
| 80              | tak | tak | tak | tak |
| ZERO            | nie | nie | nie | nie |
| 40              | tak | tak | tak | tak |

| Rozcieńczenie Z | P1  | P2  | P3  | P4  |
| 1280            | nie | nie | nie | nie |
| 640             | tak | tak | tak | nie |
| ZERO            | nie | nie | nie | nie |
| ZERO            | nie | nie | nie | nie |
| 320             | tak | tak | tak | tak |
| 160             | tak | tak | tak | tak |
| 80              | tak | tak | tak | tak |
| 40              | tak | tak | tak | tak |

| Rozcieńczenie Z | P1  | P2  | P3  | P4  |
| 1280            | nie | nie | nie | nie |
| 640             | nie | nie | nie | nie |
| 320             | tak | tak | nie | tak |
| ZERO            | nie | nie | nie | nie |
| 160             | tak | tak | tak | nie |
| 80              | tak | tak | tak | tak |
| ZERO            | nie | nie | nie | nie |
| 40              | tak | tak | tak | tak |

| Rozcieńczenie Z | P1  | P2  | P3  | P4  |
| 1280            | nie | nie | nie | nie |
| ZERO            | nie | nie | nie | nie |
| 640             | tak | tak | nie | nie |
| 320             | nie | tak | nie | nie |
| 160             | tak | tak | tak | nie |
| ZERO            | nie | nie | nie | nie |
| 80              | tak | tak | tak | tak |
| 40              | tak | tak | tak | tak |

Dla każdego z uczestników można obliczyć cztery wartości ZITE, czyli rozcieńczenia odpowiadające osiągnięciu progu wyczuwalności zapachu w każdym cyklu. Wartości te są obliczane jako średnie geometryczne z najmniejszego spośród Znie i największego z Ztak, po którym następuje kolejne Ztak. Dla pierwszego z cykli wynoszą one:
| Stanowisko | Znie | Ztak | ZITE |
| ---------- | ---- | ---- | ---- |
| P1         | 640  | 320  | 453  |
| P2         | 640  | 320  | 453  |
| P3         | 320  | 160  | 226  |
| P4         | 160  | 80   | 113  |

| Stanowisko | Znie | Ztak | ZITE |
| ---------- | ---- | ---- | ---- |
| P1         | 1280 | 640  | 905  |
| P2         | 1280 | 640  | 905  |
| P3         | 1280 | 640  | 905  |
| P4         | 640  | 320  | 453  |

| Stanowisko | Znie | Ztak | ZITE |
| ---------- | ---- | ---- | ---- |
| P1         | 640  | 320  | 453  |
| P2         | 640  | 320  | 453  |
| P3         | 320  | 160  | 226  |
| P4         | 160  | 80   | 113  |

| Stanowisko | Znie | Ztak | ZITE |
| ---------- | ---- | ---- | ---- |
| P1         | 1280 | 640  | 905  |
| P2         | 1280 | 640  | 905  |
| P3         | 320  | 160  | 226  |
| P4         | 160  | 80   | 113  |

Wynik całego pomiaru jest obliczany na podstawie wartości ZITE wyznaczonych we wszystkich cyklach. Z całego zbioru tych wartości odrzuca się dane uzyskane od osób, które sygnalizowały „tak” w czasie prezentacji „ślepej próby” (częściej niż dopuszcza to norma), oraz od tych, których ZITE było pięciokrotnie większe lub mniejsze od średniej z wszystkich danych. Pomiar jest ważny, jeżeli co najmniej cztery osoby nie kwalifikują się do odrzucenia.
W przypadku przedstawionym dla przykładu:
- nikt nie sygnalizował „tak” przy prezentacji ślepej próby,
- średnia geometryczna z wszystkich wartości ZITE wynosi 380,
- żadna z uzyskanych wartości ZITE nie jest mniejsza od 380/5=76 ani większa od 380*5=1900.

Oznacza to, że pomiar jest ważny, a jego wynikiem jest stężenie zapachowe cod = 380 ouE/m³.

### Olfaktometria statyczna (Triangle Odor Bag Method)
Pomiary stężenia zapachowego, wykonywane zgodnie z PN-EN 13725, wymagają stosowania specjalistycznych urządzeń do precyzyjnego rozcieńczania strumienia badanego gazu strumieniem czystego powietrza. Analogiczne pomiary można wykonać bez użycia olfaktometrów – metodą olfaktometrii statycznej. Rozcieńczaniem statycznym nazywa się mieszanie dokładnie odmierzonych objętości próbki badanego gazu i czystego powietrza.
Olfaktometria statyczna jest metodą zalecaną w Japonii – opisaną w wytycznych Japońskiego Ministerstwa Środowiska.
Zespołom oceniających zapach są prezentowane próbki przygotowywane przez wprowadzanie porcji badanego gazu – odmierzonych szklanymi strzykawkami – do worków z bezwonnym powietrzem. W celu określenia, jakie rozcieńczenia badanej próbki prowadzi do osiągnięcia progu wyczuwalności zapachu (miara stężenia zapachowego), wykonuje się testy trójkątowe („Która z trzech próbek jest zanieczyszczona?”). Wynik pomiaru zespołowego jest wyrażany jako indeks zapachowy.

### Olfaktometria terenowa

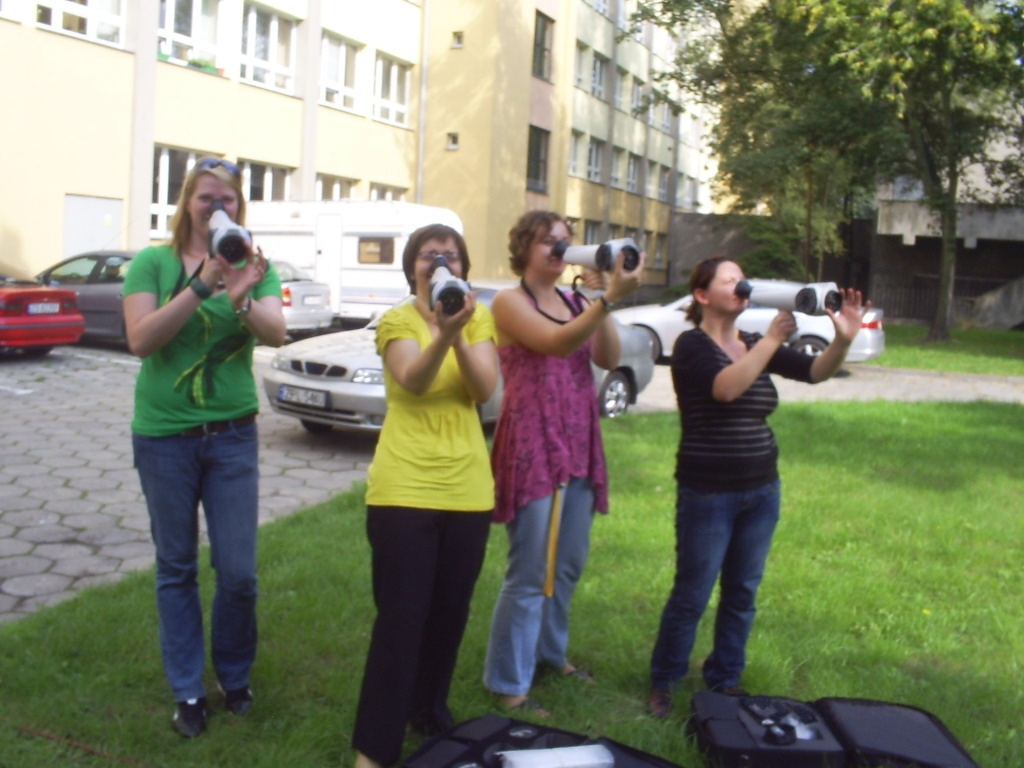
Ćwiczenia z olfaktometrii terenowej w ZUT Szczecin

Olfaktometria dynamiczna zwykle nie umożliwia oznaczeń emisji zapachowej ze źródeł dyfuzyjnych, emisji chwilowej (np. występującej w awarii lub w czasie operacji uciążliwych, lecz krótkotrwałych) oraz małych i szybko zmiennych wartości stężenia zapachowego w przygruntowej warstwie powietrza (w przypadku próbek zawierających mniej niż 10 ouE/m³ nie ma możliwości sporządzenia serii rozcieńczeń, zgodnie z PN-EN 13725). Procedura możliwa do zastosowania w takich sytuacjach jeszcze nie została znormalizowana. Wieloletnie prace grupy roboczej CEN/TC 264/WG 27 doprowadziły do opublikowania w kwietniu 2015 roku końcowego projektu dwuczęściowego dokumentu prEN 16841, skierowanego do końcowej dyskusji.
Jest możliwe
- dokonywanie inspekcji zgodnie z projektem normy europejskiej prEN 16841 Ambient air – Determination of odour in ambient air by using field inspection[d] (metoda od wielu lat stosowana w Niemczech, zob. godzina odorowa[59])
  - część I – Grid-method[57][61]
  - część II – Plume method[58][62]
- zastosowanie olfaktometrii statycznej (metoda od wielu lat stosowana w Japonii jako Triangle Odor Bag Method),
- wykonanie pomiarów metodą pośrednią, opartą na zastosowaniu prawa Webera-Fechnera,
- zastosowanie terenowych olfaktometrów Nasal Ranger, popularnych w Stanach Zjednoczonych[63][64] (olfaktometry Nasal Ranger zyskują też popularność w Europie, np. w Hiszpanii, Francji i w Polsce)[65][66][67].

Nasal Ranger (patent St. Croix Sensory)to rodzaj maski gazowej z dwoma filtrami z węglem aktywnym, w której znana część wdychanego powietrza omija filtry. Zawór regulacyjny umożliwia wybranie jednej z sześciu wartości stosunku strumienia powietrza oczyszczonego do nieoczyszczonego (Vczyste/Vsurowe):
- 2, 4, 7, 15, 30 i 60 (dokładność i odtwarzalność rozcieńczeń: ±10%)
- 60, 100, 200, 300, 400 i 500 (dokładność i odtwarzalność rozcieńczeń: ±5%)

oraz ustawienie pozycji, w której jest oczyszczany cały wdychany strumień (BLANK).
Czujnik prędkości przepływu wdychanego powietrza ze wskaźnikiem informuje, czy jest osiągnięty poziom 16–20 dm³/min (zalecany w czasie pomiaru). Oceniający stopniowo zwiększają udział strumienia omijającego filtry, aż do osiągnięcia wyczuwalności zapachu. Stosując symbole zgodne z PN-EN 13725 można mówić o wyznaczeniu pierwszego ZTAK, występującego po kolejnych ZNIE. Odczytane z pokrętła regulacyjnego wartości Vczyste/Vsurowe = D/T (Dilution-to-Threshold Ratios) odpowiadają – po przeliczeniu – zdefiniowanej w PN-EN 13725 wartości ZITE (indywidualne oszacowanie stopnia rozcieńczenia do progu wyczuwalności):
ZITE = (ZTAK * ZNIE)0,5
Wartość stężenia zapachowego oblicza się jako średnią geometryczną ze zbioru oszacowań indywidualnych, zgromadzonych przez zespół. Zespół jest w Stanach Zjednoczonych dobierany na podstawie wyników psychofizycznych testów wrażliwości węchu, wykonywanych z użyciem zestawów Sniffin’Sticks – markerów z wkładami nasączonymi roztworami n-butanolu („test trójkątowy” – wybierz jeden z trzech).

Wartość stężenia zapachowego c_{od} jest obliczana na podstawie sąsiednich ustawień D/T, przy których udzielono odpowiedzi:
– NIE, nie czuję zapachu (np. dla D/T = 30)
– TAK, czuję zapach (np. dla D/T = 15).
Wartości D/T, oznaczające stosunek strumieni objętości powietrza czystego i zanieczyszczonego, przelicza się na odpowiednie wartości Z_{NIE} i Z_{TAK}, a następnie oblicza się średnią geometryczną z obu wartości Z (środek przedziału, zgodnie z logarytmicznym prawem Webera-Fechnera).

### Zastosowania prawa Webera-Fechnera
Prawo Webera-Fechnera określa zależność intensywności (siły, natężenia) wrażenia zmysłowego od wielkości bodźca, który to wrażenie wywołuje (np. świetlnego, mechanicznego, chemicznego).
Intensywność odczuwanego zapachu jest zależna od stężenia odorantów w powietrzu – stężenia zapachowego (cod [ou/m³]) lub stężenia wyrażonego w klasycznych jednostkach stężenia zanieczyszczeń powietrza, np. ppm. W drugiej wersji równanie wyrażające prawo Webera-Fechnera jest stosowane tylko w szczególnych sytuacjach – gdy powietrze zawiera jeden związek wonny lub modelową mieszaninę znanych odorantów, np. w czasie wyznaczania wartości progów węchowej wyczuwalności określonych związków chemicznych lub psychofizycznych badań interakcji węchowych w mieszaninach.
| {\displaystyle S=k_{WF}\cdot {\log c_{od}}}                                           |  | {\displaystyle S=k_{WF}\cdot {\log {\frac {c}{c_{th}}}}=k_{WF}\cdot {\log c}-k_{WF}\cdot {\log c_{th}}} |
| S – intensywność zapachu                                                              |  | S – intensywność zapachu                                                                                |
| kWF – współczynnik Webera-Fechnera (indywidualny, grupowy lub zespołowy)              |  | kWF – współczynnik Webera-Fechnera (indywidualny, grupowy lub zespołowy)                                |
| cod [ou/m³] – stężenie zapachowe (wynik analizy olfaktometrycznej)                    |  | c – stężenia odoranta [ppm]                                                                             |
| Równanie użyteczne w olfaktometrii środowiskowej (nieznany rodzaj i ilość odorantów). |  | cth – próg wyczuwalności zapachu odoranta [ppm].                                                        |

Prawo Webera-Fechnera umożliwia wykorzystanie wyników skalowania intensywności zapachu do określania orientacyjnych wartości stężenia zapachowego:
- w próbkach mocno zanieczyszczonych gazów odlotowych (metoda ekstrapolacyjna, równoczesne wyznaczanie cod i kWF)
- w powietrzu atmosferycznym (obliczanie cod po wyznaczeniu kWF w dodatkowej serii pomiarów).

#### Skalowanie intensywności zapachu
Intensywność zapachu jest określana z użyciem różnego rodzaju skal: punktowych, werbalnych, graficznych lub skal wzorców. W tabeli zamieszczono przykład siedmiostopniowej skali werbalno-punktowej, VDI Richtlinien 3882. W wytycznych amerykańskich (ASTM E544-99) opisano skale wzorców n-butanolowych. W czasie pomiarów zapach badanej próbki jest porównywany z Odor Intensity Referencing Scale (OIRS). Wzorce OIRS są przygotowywane dynamicznie (w odpowiednich olfaktometrach) lub statycznie. „Skala statyczna” (np. zestawy wodnych roztworów) jest stosowana w warunkach terenowych. Każda ze skal OIRS jest sporządzana tak, aby stężenia n-butanolu w kolejnych wzorcach stanowiły szereg geometryczny. W większości przypadków stosuje się czynnik szeregu (krok X) równy 2. Zestawy wzorców n-butanolowych o stężeniach c0, c1, c², c³, … cN tworzących szeregi geometryczne są uważane za liniowe skale intensywności zapachu (wynika to bezpośrednio z prawa Webera-Fechnera).
Zadaniem osoby oceniającej intensywność zapachu próbki lub powietrza zewnętrznego z użyciem OIRS jest wskazanie wzorca, którego zapach jest tak samo silny. Zgodnie z ASTM wzorzec jest umownie określany przez podanie odpowiedniej wartości stężenia n-butanolu [ppm]. W Polsce są stosowane skale werbalno-punktowe 0-1-2-3 (z możliwością wskazania stopni pośrednich) oraz są skale roztworowe, sporządzane przez sukcesywne rozcieńczanie podstawowego roztworu n-butanolu wodą w stosunku 7:13 (krok szeregu: 20/7). Wzorce skali są oznaczane kolejnymi numerami NrB1, NrB2, …, rosnącymi ze wzrostem stopnia rozcieńczenia roztworu podstawowego. Osoba oceniająca zapach wącha wzorce w kolejności wzrastających stężeń. Wskazuje dwa numery NrB: opowiadający indywidualnemu progowi węchowej wyczuwalności n-butanolu (NrBZERO) i ocenianej próbce (NrBpróbka). Intensywność zapachu (S) wonnej próbki lub powietrza zewnętrznego jest wyrażana umownie jako różnica między tymi numerami. Procedura jest stosowana w czasie ocen skuteczności dezodoryzacji, badań emisji zapachowej i zapachowej jakości powietrza.
| Intensywność zapachu | Symbol |
| Skrajnie mocny       | A      |
| Bardzo mocny         | B      |
| Mocny                | C      |
| Wyraźny              | D      |
| Słaby                | E      |
| Bardzo słaby         | F      |
| Niewyczuwalny        | G      |

| Stopień | Krok X=3 | Krok X=2 | Krok X=2 | Krok X=2 |
| 1       | 25       | 12       | 12       | 10       |
| 2       | 75       | 24       | 24       | 20       |
| 3       | 225      | 48       | 48       | 40       |
| 4       | 675      | 96       | 96       | 80       |
| 5       | 2025     | 194      | 194      | 160      |
| 6       |          | 388      | 388      | 320      |
| 7       |          | 775      | 775      | 640      |
| 8       |          | 1550     | 1550     | 1280     |
| 9       |          |          | 3100     | 2560     |
| 10      |          |          | 6200     | 5120     |
| 11      |          |          |          | 10240    |
| 12      |          |          |          | 20480    |

| Określenie    | Stopień |
| brak          | 0       |
| brak/słaby    | 0,5     |
| słaby         | 1       |
| słaby/wyraźny | 1,5     |
| wyraźny       | 2       |
| wyraźny/mocny | 2,5     |
| mocny         | 3       |

| ZUT Szczecin |
|              |

#### Ekstrapolacyjna metoda wyznaczania wartości stężenia zapachowego

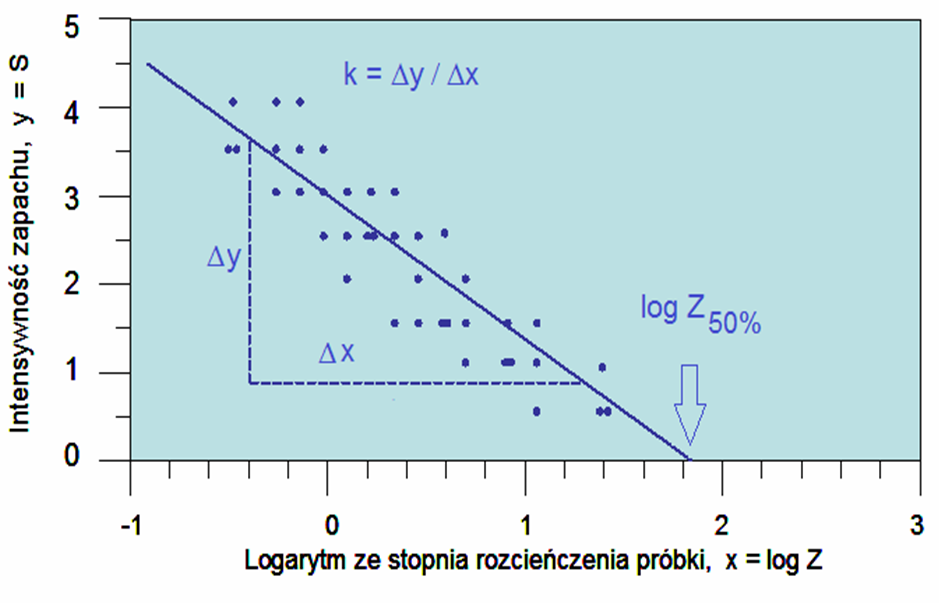
Zasada ekstrapolacyjnej metody wyznaczania stężenia zapachowego i współczynnika Webera-Fechnera

Ekstrapolacyjna metoda oznaczania stężenia zapachowego polega na:
- rozcieńczaniu próbek badanego gazu czystym powietrzem metodą dynamiczną – zgodnie z PN-EN 13725 – lub metodą statyczną, wymienioną w normie europejskiej PN-EN 13725 jako metoda rozcieńczeń wstępnych; próbki są rozcieńczane w takim stopniu, aby zapach po rozcieńczeniu był dla większości uczestników pomiarów co najmniej rozpoznawalny,
- ocenach intensywności zapachu rozcieńczonego gazu (np. z użyciem skali wzorców n-butanolowych).

Obliczenia stężenia zapachowego wykonuje się, korzystając z prawa Webera-Fechnera.
| Intensywność zapachu próbki przed rozcieńczeniem | Intensywność zapachu próbki po rozcieńczeniu Z razy |
| ------------------------------------------------ | --------------------------------------------------- |
| S0 = k log cod                                   | SZ = k log (cod / Z) = S0 – k log Z                 |

Określenie wielu wartości SZ (po różnych rozcieńczeniach Z) umożliwia obliczenie współczynnika Webera-Fechnera (k) oraz znalezienie wartości rozcieńczenia, po którym prawdopodobieństwo wyczucia zapachu wynosi 50% (Z50% = cod [ou/m³]). Wynik pomiaru jest obliczany na podstawie ocen zgromadzonych z udziałem wystarczająco licznej grupy osób (zwykle grupa 6-8-osobowa), albo z udziałem zespołu o kontrolowanej sprawności węchu. Odrzuca się wyniki uzyskane od osób o wrażliwości węchu zbyt odbiegającej od średniej. Zgodnie z normą PN-EN 13725:2007 indywidualne oceny Z50% (ZITE) muszą mieścić się między wartością pięciokrotnie mniejszą i pięciokrotnie większą od średniej z całego zbioru ZITE.

#### Psychofizyczne oceny stężenia odorantów w powietrzu atmosferycznym
Stężenie odorantów w powietrzu atmosferycznym jest zwykle zbyt małe, aby można było zastosować olfaktometryczną technikę pomiarów opisaną w PN-EN 13725 lub metodę ekstrapolacyjną. Konieczne jest wykonywanie terenowych pomiarów zapachowej jakości powietrza, niewymagających pobierania próbek. W czasie terenowych kontroli jakości powietrza atmosferycznego w otoczeniu źródeł odorantów są stosowane proste werbalno-punktowe skale intensywności zapachu. Wyniki zespołowych ocen intensywności zapachu wykorzystuje się do obliczeń wartości stężenia zapachowego – chwilowych i odniesionych do czasu kontroli (średnia ze zbioru zgromadzonych ocen).
Warunkiem wykonania obliczeń jest wcześniejsze empiryczne wyznaczenie współczynnika Webera-Fechnera (kWF), charakterystycznego dla mieszaniny zanieczyszczeń, zawartych w powietrzu. Wyznaczenie wartości współczynnika wymaga pobrana próbek z uciążliwego emitora i przeprowadzenia oznaczeń intensywności zapachu próbek rozcieńczonych w różnym stopniu czystym powietrzem (patrz – metoda ekstrapolacyjna).
| Gromadzenie danych |
|                    |
|                    |

| Minuty  | Pierwsza minuta | Pierwsza minuta | Pierwsza minuta | Pierwsza minuta | Druga minuta | Druga minuta | Druga minuta | Druga minuta | Trzecia minuta | Trzecia minuta | Trzecia minuta | Trzecia minuta | Czwarta minuta | Czwarta minuta | Czwarta minuta | Czwarta minuta | Piąta minuta | Piąta minuta | Piąta minuta | Piąta minuta |
| Sekundy | 15s             | 30s             | 45s             | 60s             | 15s          | 30s          | 45s          | 60s          | 15s            | 30s            | 45s            | 60s            | 15s            | 30s            | 45s            | 60s            | 15s          | 30s          | 45s          | 60s          |
| S = 3   |                 |                 |                 |                 |              |              |              |              |                |                |                |                |                |                |                |                |              |              |              |              |
| S = 3   |                 |                 |                 |                 |              |              |              |              |                | 3              |                |                |                |                |                |                |              |              |              |              |
| S = 3   |                 |                 |                 |                 |              |              |              |              | 3              | =              |                |                |                |                |                |                |              |              |              |              |
| S = 3   | 3               |                 |                 |                 |              |              |              |              | =              | =              | 3              |                |                |                |                |                |              |              |              |              |
| S = 2   | =               |                 |                 |                 |              |              |              |              | =              | 2              | =              |                |                |                |                |                |              |              |              |              |
| S = 2   | =               |                 |                 |                 |              | 2            |              |              | 2              | =              | =              | 2              |                |                |                |                |              |              |              |              |
| S = 2   | 2               | 2               |                 |                 |              | =            |              |              | =              | 3              | 2              | =              |                |                |                |                |              |              |              |              |
| S = 2   | =               | =               |                 |                 |              | 2            |              | 2            | 2              | =              | =              | 2              |                |                |                | 2              |              |              |              |              |
| S = 1   | 2               | 1               | 2               |                 | 2            | =            | 2            | =            | =              | =              | 2              | =              | 1              |                |                | =              | 2            |              |              |              |
| S = 1   | =               | 2               | =               |                 | =            | 1            | =            | 1            | 3              | 3              | =              | 1              | 1              | 1              | 1              | 1              | =            |              |              |              |
| S = 1   | 2               | =               | 1               | 1               | 1            | 2            | 1            | 1            | =              | =              | 2              | 2              | 1              | 1              | 1              | 1              | 1            | 1            | 1            |              |
| S = 1   | =               | 1               | 1               | 1               | 1            | =            | 1            | 1            | =              | =              | =              | =              | 1              | 1              | 1              | 1              | 1            | 1            | 1            | 1            |

### Badania socjologiczne
Zanieczyszczenie powietrza odorantami wywołuje bezpośrednie, subiektywne reakcje mieszkańców otoczenia źródeł tych związków. Znajdują one wyraz w skargach kierowanych do różnych urzędów, zarządzających ochroną środowiska. Liczba skarg, napływających z określonego obszaru np. w ciągu roku, bywa uznawana za obiektywną miarę zapachowej jakości powietrza. Podobną rolę odgrywają wyniki profesjonalnych ankietyzacji. Rodzaj kwestionariuszy i sposób ich rozpowszechniania oraz metodę analizy zgromadzonych wyników opisano np. w niemieckich wytycznych VDI Richtlinien 3883. Zdefiniowano indeks zapachowej uciążliwości jako średnią ważoną z opinii zgromadzonych w ciągu tygodnia:
{\displaystyle I_{k}={\frac {\Sigma W_{i}\cdot {N_{ik}}}{N_{k}}}}
| Kategoria uciążliwości, i | Współczynnik wagi, Wi |
| ------------------------- | --------------------- |
| 0 – Brak zapachu          | 0                     |
| 1 – Brak uciążliwości     | 0                     |
| 2 – Mała uciążliwość      | 25                    |
| 3 – Uciążliwość           | 50                    |
| 4 – Duża uciążliwość      | 75                    |
| 5 – Skrajna uciążliwość   | 100                   |

Symbole użyte we wzorze oznaczają:
Ik – indeks uciążliwości dla tygodnia k,
Nk – łączna liczba zgłoszonych „zdarzeń odorowych” w tygodniu k,
i – kategoria uciążliwości (od 0 do 5 – według tabeli obok),
Wi – współczynnik wagi kategorii uciążliwości i,
Nik – liczba „zdarzeń odorowych” w tygodniu w kategorii i.
Badania korelacji między wskaźnikami uciążliwości, określanymi metodami socjologicznymi, a wynikami obiektywnych pomiarów stężenia zapachowego, nie zostały zakończone.

### Zastosowania olfaktometrii technicznej
Techniki pomiarów olfaktometrycznych są wykorzystywane w czasie rozpatrywania skarg na zapach uciążliwych obiektów oraz wniosków o zgodę na uruchomienie nowej działalności. Ilustruje to typowy przykład, dotyczący istniejącego zakładu oraz sytuacji, w której jest możliwe wykorzystanie ustanowionych standardów zapachowej jakości powietrza.
Przykład
Do urzędu, odpowiedzialnego za ochronę środowiska w danej okolicy, wpływają skargi na uciążliwy zapach gazów emitowanych z sąsiedniego zakładu.
Jakimi instrumentami działania dysponuje urząd?
Jeżeli źródło odorantów jest zidentyfikowane, można pobrać próbki, mierząc równocześnie wielkość strumienia zanieczyszczonych gazów. Próbki mogą być badane metodą olfaktometrii dynamicznej (zgodnie z normą europejską) lub statycznej (Triangle Odour Bag Method). Wynikiem pomiarów jest ilościowo określone stężenie odorantów (np. liczba europejskich jednostek zapachowych w metrze sześciennym; ouE/m³). Iloczyn tego stężenia przez wielkość strumienia objętości (m³/s) jest nazywany emisją zapachową lub strumieniem zapachowym (ouE/s).
Ilościowe i obiektywne określenie wielkości emisji zapachowej z zaskarżanego zakładu pozwala obliczyć (zobacz – modelowanie dyspersji odorantów), jaki jest poziom zapachowej uciążliwości, subiektywnie odczuwanej przez mieszkańców otoczenia. Ten poziom – wyrażony np. jako częstość występowania (w skali roku) zapachu co najmniej rozpoznawalnego – porównuje się z ustanowionym standardem. W wypadku wykazania, że standard nie jest dotrzymany, zobowiązuje się zakład do zmniejszenia emisji, np. do zainstalowania urządzeń dezodoryzujących o ilościowo określonej skuteczności (wyrażonej np. jako procentowa zmiana emisji zapachowej).
Jeżeli w okolicy, z której napływają skargi, działa więcej uciążliwych zakładów, jest konieczne określenie ich udziałów w kształtowaniu negatywnej opinii ludności o jakości powietrza. W tych przypadkach są stosowane techniki olfaktometrii terenowej. Terenowe oznaczenia stężenia zapachowego są wykonywane w różnych sytuacjach meteorologicznych. Określenie wpływu kierunku wiatru na wyniki pomiarów umożliwia wskazanie emitorów dominujących.